# Fritz Schramma
Fritz Schramma (27 de agosto de 1947 en Colonia-Nippes) es un político alemán (CDU).
En 2008, Schramma autorizó la construcción en Colonia de la mezquita más grande de Alemania. En 2018, Schramma no fue invitado a la inauguración de la mezquita, pese a ser uno de sus mayores promotores.

## Biografía
Estuvo hasta el 20 de octubre de 2009 como Primer Alcalde de la ciudad de Colonia y Presidente del consejo de administración de la Feria de Colonia (MesseKöln).
Estudió en la Universidad de Colonia Latín, Filosofía y Pedagogía. Entre 1972 y 1988 trabajó como aspirante a profesor de instituto y luego como profesor en diferentes institutos de Colonia. 
De 1988 a 2000 trabajó en el Geschwister-Scholl-Gymnasium en Pulheim de profesor de Latín y Filosofía.
Es miembro de la CDU y desde 1989 miembro del consejo municipal de Colonia.

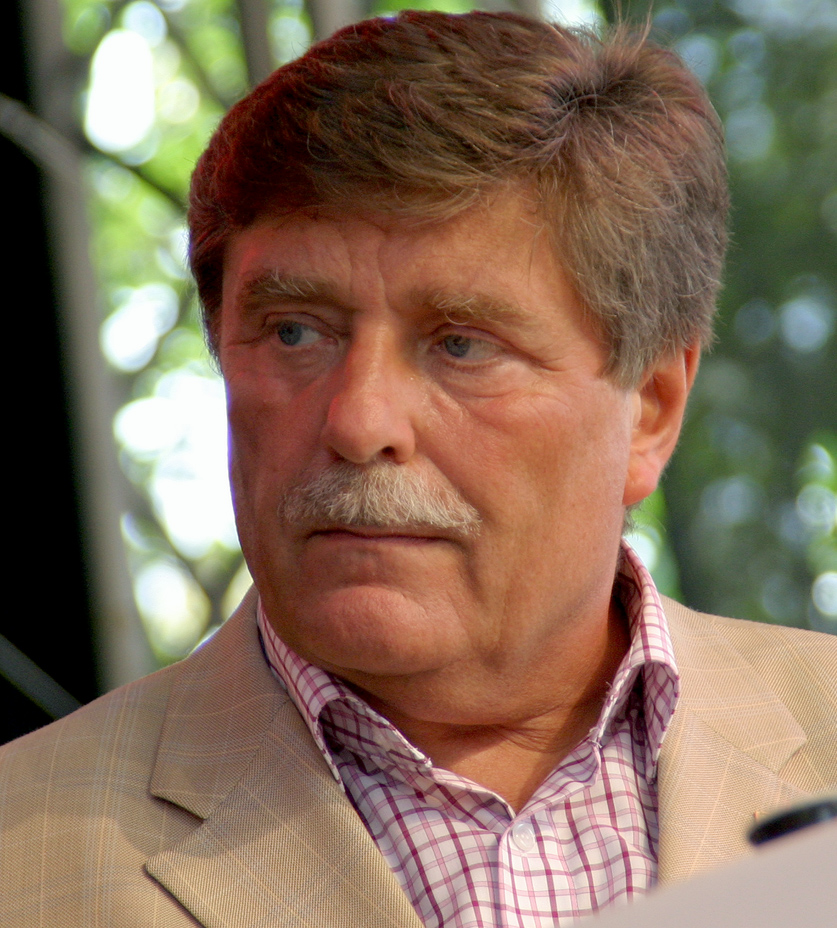
Fritz Schramma